# هنري ترافرز
هنري ترافرز (بالإنجليزية: Henry Travers)‏ (و. 1874 – 1965 م) هو ممثل أفلام، وممثل مسرحي بريطاني، توفي في هوليوود، عن عمر يناهز 91 عاماً، بسبب تصلب شرياني.

## وصلات خارجية
- هنري ترافرز على موقع IMDb (الإنجليزية)
- هنري ترافرز على موقع روتن توميتوز (الإنجليزية)
- هنري ترافرز على موقع ألو سيني (الفرنسية)
- هنري ترافرز على موقع تيرنر كلاسيك موفيز (الإنجليزية)
- هنري ترافرز على موقع أول موفي (الإنجليزية)
- هنري ترافرز على موقع قاعدة بيانات برودواي على الإنترنت (الإنجليزية)
- هنري ترافرز على موقع قاعدة بيانات برودواي على الإنترنت (الإنجليزية)
- هنري ترافرز على موقع قاعدة بيانات الأفلام السويدية (السويدية)
- هنري ترافرز على موقع إن إن دي بي (الإنجليزية)
- هنري ترافرز على موقع قاعدة بيانات الفيلم (الإنجليزية)